# خاک‌شپشان
خاک‌شپشان (نام علمی: Zoraptera) نام یک راسته از فرورده نوبالان است.